# Queluz (São Tomé)
Queluz é uma aldeia de São Tomé e Príncipe, localiza-se no distrito de Mé-Zóchi, ilha de São Tomé, próxima às localidades de Monte Macaco, Bom Retiro, Pedra Maria e Boa Novo.